# Savoia-Marchetti S.66
Das Flugboot Savoia-Marchetti S.66 war im Wesentlichen eine vergrößerte Entwicklung der Savoia-Marchetti S.55, die drei separat montierte Motoren und eine höhere Nutzlast hatte. Die S.66 war für den kommerziellen Einsatz gebaut und der Prototyp flog 1932 zum ersten Mal.

## Geschichte
Die S.66 wurde von Savoia-Marchetti als reines Passagierflugzeug konstruiert. Die Maschine war eine reine Holzkonstruktion. Die S.66 bestand aus zwei Rümpfen, die über die Tragfläche und am Leitwerk miteinander verbunden waren. Die beiden Rümpfe waren gleichzeitig Passagierkabinen, die mit je 7 Sitzen ausgestattet wurden, später wurde die Sitzzahl zugunsten des Komforts auf 4 Sitze reduziert und die Kabine dafür luxuriöser gestaltet. Der Erstflug fand 1931 statt, damals noch mit drei wassergekühlten zwölf-Zylinder-V-Motoren Fiat A.22R mit je 500 PS betrieben. Diese hatten zu wenig Leistung und der Abhebeweg war unnötig länger, worauf man die Motoren gegen wassergekühlte zwölf-Zylinder-V-Motoren C.D. Fiat A 24R mit je 750 PS austauschte. Diese Version wurde dann auf Marinestrecken von den italienischen Fluggesellschaften Aero Espresso Italiana, Societa Idrovolanti Alta Italia, Navigazione Aerea und Società Aerea Mediterranea eingesetzt. Die S.66 wurde 1940 auf Wunsch der Regia Aeronautica für die militärische Nutzung umgerüstet.
Das Flugzeug wurde von 1931 bis 1943 eingesetzt.

## Technik
Das Flugzeug wurde vollständig aus Holz gefertigt, das an beanspruchten Stellen mit Metallbeschlägen verstärkt wurde. Die Rümpfe wurden in der Passagierkabine unter der Wasserlinie mit einem wasserdicht imprägnierten Leinenstoff verklebt, um die Dichtheit des Rumpfes zu gewährleisten. Die S.66 war ein Wasserflugzeughochdecker mit einem Doppelrumpfleitwerk. Das Leitwerk war wie auch die beiden Rümpfe miteinander verbunden. Die drei C.D. Fiat A 24R mit je 750 PS waren oberhalb der beiden Rümpfe auf der Tragfläche auf Holzholmen angebracht. Das Cockpit war unterhalb der Motoren auf den Tragflächen verbaut. Die Savoia-Marchetti S.66 hatte ein Doppelleitwerk, das miteinander verbunden war. In jeden Rumpf war eine Passagierkabine mit Fenstern eingebaut, die je bis zu 7 Sitzplätze fasste.

## Technische Daten

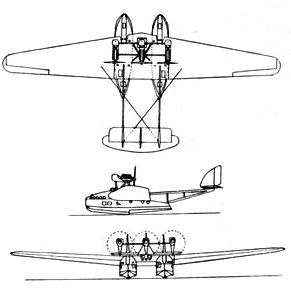
Dreiseitenriss

| Kenngröße             | Daten                                     |
| --------------------- | ----------------------------------------- |
| Besatzung             | 2 Piloten                                 |
| Passagiere            | bis zu 11                                 |
| Länge                 | 16,65 m                                   |
| Spannweite            | 33,0 m                                    |
| Höhe                  | 4,90 m                                    |
| Flügelfläche          | 126,7 m²                                  |
| Leermasse             | 7450 kg                                   |
| Startmasse            | 10.950 kg                                 |
| Antrieb               | drei Motoren C.D. Fiat A24R mit je 750 PS |
| Reisegeschwindigkeit  | 208 km/h                                  |
| Höchstgeschwindigkeit | 238 km/h                                  |
| Dienstgipfelhöhe      | 5350 m                                    |
| Reichweite            | ca. 1200 km                               |

## Versionen
| Version        | Daten |
| -------------- | --- |
| S.66, Prototyp | Prototyp der S.56 mit 3 Motoren Fiat A.22R mit je 500 PS |
| S.66, Serie    | Serienflugboot der S.66 mit 3 Motoren C.D. Fiat A24R mit je 750 PS |
| S.66, Militär  | Serienflugboot der S.66 mit 3 Motoren C.D. Fiat A24R mit je 750 PS, die 1940 von Zivil- auf Militärversion für Such- und Rettungs- einsätze und Transport umgerüstet wurden |

### Bilder
- Startende S.66
- S.66 mit Piloten
- Riss der S.66
- Seitenansicht der S.66